# 游絲

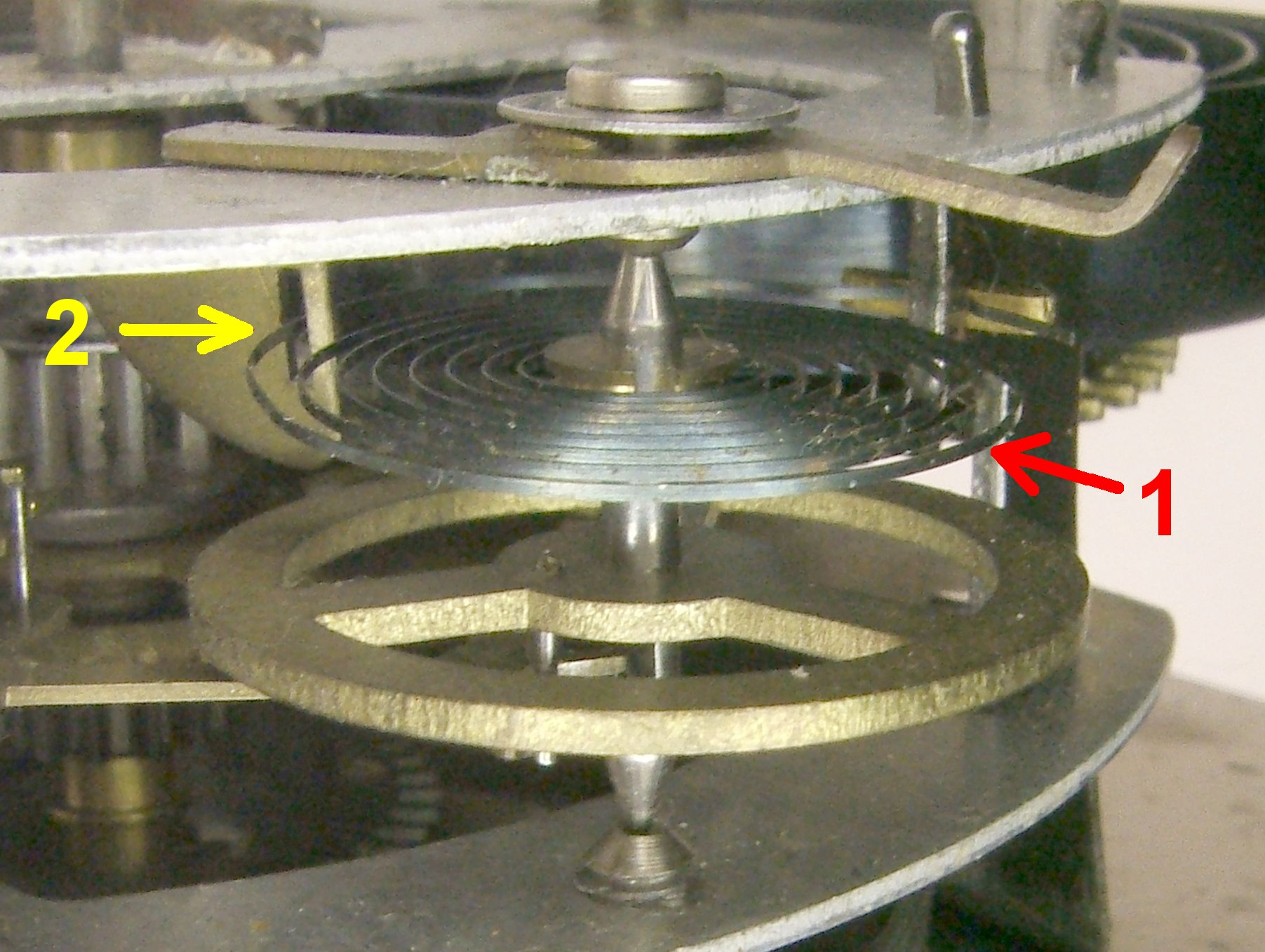
一台1950年代鬧鐘內的游絲(1)及其調整器(2)

游丝是一种很细的弹簧。通常以钢作为材质，盘绕在摆轮周围。游丝有效长度的变化决定了摆轮的惯性力矩与振幅周期。游丝是影响走时准确的因素之一。
游丝的材料通常使用锡青铜或者磷青铜或者恒弹性合金来制造，在指针式电流表中，游丝起到平衡电磁力矩的作用，从而实现对电流的测量。在钟表里面，游丝起到控制钟摆的振动周期的作用，因此游丝的材料必须使用恒弹性合金，以保持在不同的温度条件下，机械式钟表的精确计时。